# Margitta Scherr

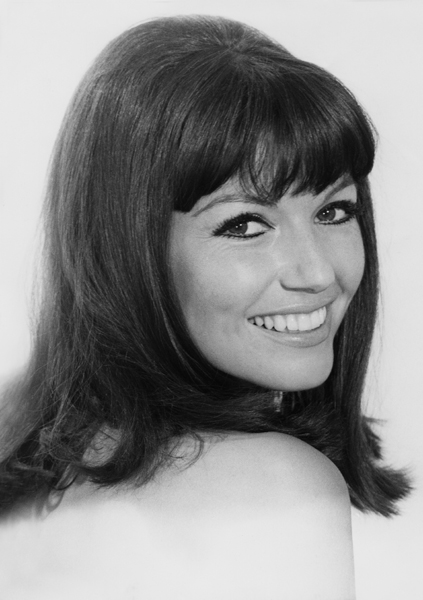
Margitta Scherr (1967)

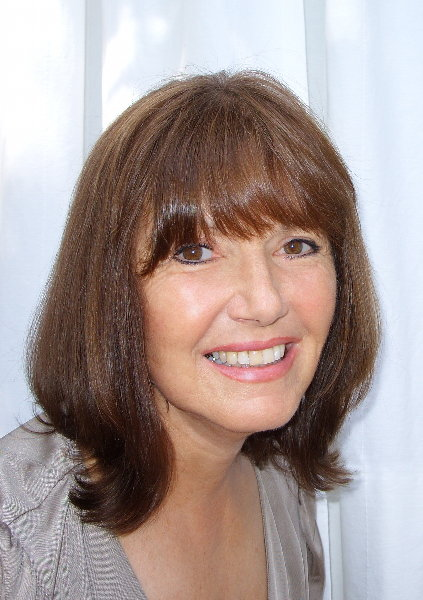
Margitta Scherr (2008)

Margitta Scherr (* 15. August 1943 in Chemnitz; bürgerlich Margitta Ina Vogelmann; † 30. Dezember 2020 in München) war eine deutsche Schauspielerin.

## Biografie
In Chemnitz geboren, kam die Tochter bayerischer Eltern bereits im Alter von sieben Tagen in ihre Heimatstadt München, wo sie seither wohnte. Ihre erste kleine Rolle erhielt sie bereits im Alter von zwölf Jahren im Film Der Meineidbauer. Nach zwei Heinz-Erhardt-Filmen (Vater, Mutter und neun Kinder sowie Natürlich die Autofahrer) nahm die Jungdarstellerin Schauspiel- und Ballettunterricht und stand auch weiterhin vor der Kamera.
Den Kritikern fiel sie in dem 1960 entstandenen Fernsehfilm Frédéric Chopin und George Sand als Stieftochter des Komponisten auf. Die Süddeutsche Zeitung schrieb: „Die renommierten Hauptdarsteller wirkten längst nicht so intensiv wie die blutjunge Margitta Scherr, die eine der verblüffendsten, überzeugendsten Talentproben der letzten Zeit ablegte.“
Scherr zeigte ihre Begabung auf der Kinoleinwand mit ihrer ersten Hauptrolle als Partnerin von Carlos Thompson in Der Held meiner Träume, spielte unter der Regie von Frank Wisbar in Fabrik der Offiziere, als Tochter von Luise Ullrich in Frau Irene Besser und hatte Maria Schell und O. W. Fischer als Filmeltern in Das Riesenrad, bevor sie 1961 für die Titelrolle – das Bärbele – in Schwarzwaldmädel, eine Operettenverfilmung von Wilm ten Haaf, engagiert wurde. Im selben Jahr holte Michael Pfleghar sie für seine – mit der goldenen Rose von Montreux preisgekrönten – Fernsehshow Zu jung um blond zu sein vor die Kamera.
In den 60er Jahren wirkte Scherr in zahlreichen Schlagerfilmen mit, in denen Musik, Liebe, Reise und Komik dominierten. Nachdem sie auf drei Dutzend Titelblättern deutscher Zeitschriften erschienen war (u. a. 1963 auf der Titelseite  der Bravo und 1968 auf dem Cover der Quick), widmete der Playboy (Ausgabe November 1964) Scherr die Titelstory „The girls of Germany“ ein ganzseitiges Aufmacherfoto, auf dem sie jedoch komplett bekleidet blieb.
Nach Hauptrollen im Fernsehen, u. a. in Die Glocken von London nach Charles Dickens und Boni (als bayerische Metzgerstocher Evi, die sich in einen Schwarzen verliebt), wurde Scherr in Episodenrollen in den Fernsehserien Der Nächste bitte, Kommissar Freytag, Landarzt Dr. Brock sowie Zimmer 13 eingesetzt. Ihre letzte große Kinorolle spielte sie 1966 als Vevi in Das sündige Dorf (mit Hans-Jürgen Bäumler).
Danach stand Margitta Scherr als Titelfigur in der Boulevardkomödie Mary, Mary auf der Bühne des Intimen Theaters in Wuppertal.
Nach 23 Kinofilmen und zahlreichen Fernsehrollen erlangte sie weitere Bekanntheit durch die Artistenserie Salto Mortale (mit Gustav Knuth), in der sie die Trapezkünstlerin Francis Doria verkörperte. Nach dem Ende dieser Serie beendete Margitta Scherr ihre Karriere als Schauspielerin und zog sich ins Privatleben zurück. Sie absolvierte ein Fremdsprachenstudium und arbeitete dann viele Jahre als Pressebetreuerin für internationale Kinofilme.
Margitta Scherr, zweifache Großmutter, war von 1962 bis 1977 mit dem renommierten Fotografen Karl-Heinz Vogelmann (1927 – 2011)
verheiratet; aus der Verbindung ging der 1964 geborene Sohn Alexander Vogelmann hervor.
Karl-Heinz Vogelmann, der im Lauf seiner Karriere Standfotos zu rund 200 Filmen schoss – unter anderem zu Wolfgang Petersens
(Das Boot) sowie zu Michael Endes (Die unendliche Geschichte) – starb am 14. Januar 2011. Margitta Scherr-Vogelmann
starb am 30. Dezember 2020 im Alter von 77 Jahren nach längerer Krankheit im Kreise ihrer Familie in München.

## Filmografie
- 1956: Der Meineidbauer
- 1956: Die Tochter des Brunnenmachers (Fernsehen)
- 1957: Der Bauerndoktor von Bayrischzell
- 1958: Vater, Mutter und neun Kinder
- 1959: Natürlich die Autofahrer
- 1959: Hubertusjagd
- 1960: Der Held meiner Träume
- 1960: Fabrik der Offiziere
- 1960: Die Botschafterin
- 1960: Frédéric Chopin und George Sand (Fernsehen)
- 1960: Knigge für junge Leute (Fernsehserie, eine Folge)
- 1961: Das Riesenrad
- 1961: Frau Irene Besser
- 1961: Davon träumen alle Mädchen
- 1961: Die Reise nach Québec (Fernsehen)
- 1961: Schwarzwaldmädel
- 1961: Zu jung um blond zu sein (Fernsehfilm)
- 1962: Das süße Leben des Grafen Bobby
- 1962: Wenn die Musik spielt am Wörthersee
- 1962: Die Post geht ab
- 1962: Der tolle Tag (Fernsehen)
- 1962: Die Glocken von London (Fernsehfilm)
- 1963: Und wenn der ganze Schnee verbrennt
- 1963: Übermut im Salzkammergut
- 1963: Der Nächste, bitte (Fernsehserie, eine Folge)
- 1963: Wie ein Dieb in der Nacht (Fernsehen)
- 1963: Die Legende vom heiligen Trinker (Fernsehen)
- 1964: Die letzte Folge (Fernsehfilm)
- 1964: Holiday in St. Tropez
- 1964: Die lustigen Weiber von Tirol
- 1964: Das unverschämte Glück, ein Mann zu sein (Fernsehfilm)
- 1965: Scharfe Schüsse auf Jamaika (A 001: operazione Giamaica)
- 1965: Tausend Takte Übermut
- 1965: Ich kauf mir lieber einen Tirolerhut
- 1965: Kommissar Freytag (Fernsehserie, Folge Schließfach 1026)
- 1965: Comics (Fernsehen)
- 1966: Komm mit zur blauen Adria
- 1966: Boni (Fernsehfilm)
- 1966: Das sündige Dorf
- 1967: Hulla di Bulla (Fernsehfilm)
- 1967: Landarzt Dr. Brock (Fernsehserie, 11 Folgen)
- 1967: Zimmer 13 (Fernsehserie, Folge Die reizendste Bekanntschaft meines Lebens)
- 1969–1972: Salto Mortale (Fernsehserie, 17 Folgen)
- 1970: Die Glücksspirale (Fernsehen)

### Theater
- 1966: Mary, Mary